# Sally Sarr
Sally Sarr (Francia; 6 de mayo de 1986) es un futbolista francés nacionalizado mauritano. Juega como defensa y actualmente se encuentra en FC Luzern de la Super Liga Suiza.

## Selección
Ha sido internacional con la Selección de fútbol de Mauritania en 1 ocasión sin anotar goles.

## Clubes
| Club               | País    | Año           |
| ------------------ | ------- | ------------- |
| Le Havre AC        | Francia | 2006-2007     |
| Thrasyvoulos Fylis | Grecia  | 2007-2008     |
| FC Wil 1900        | Suiza   | 2008-2011     |
| FC Luzern          | Suiza   | 2011-presente |